# Академија драмске уметности у Загребу
45° 48′ 31″ N 15° 58′ 12″ E / 45.80861° С; 15.97000° И
Академија драмске уметности у Загребу хрватска је глумачка школа. Од свог оснивања 1896. године, институција је постајала све истакнутија што је резултирало њеном придруживању Свеучилишта у Загребу, 1979. године, заједно с Музичком академијом и Академијом ликовних уметности. АДУ је водећа драмска школа у држави и пружа образовање за све врсте професија везаних за позориште, радио, телевизију, укључујући и образовање за глумце, редитеље, кинематографе и монтажере.

## Историјат
Потреба за академијом у Загребу први пут се спомиње у Закону о позоришту у Хрватском сабору 1861. године, који је предвиђао да се „школа за позоришно особље” треба формирати у граду. Ипак, школа вуче корене из Хрватске драмске школе коју је 1896. године основао Стјепан Милетић, а она је била смештена у згради на Тргу Републике Хрватске у Загребу.
Током своје историје школа је неколико пута преименована и реформисана. До средине 20. века њена примарна улога била је да стручно обучи позоришне глумце, а касније су додата одељења за филм и телевизију. У новембру 1950. године школа је законски призната као високошколска установа, углавном залагањем Бранка Гавеле, Драга Иванишевића и Ранка Маринковића, па је постала академија. Од 1979. године званично је постала део Свеучилишта у Загребу.
Током рата у Хрватској, током ракетирања Загреба 3. маја 1995. године, зграду Академије погодиле су касетне бомбе испаљене на Доњи град. У нападу су тешко оштећени деканат и катедре за драматургију, рањено је двоје запослених и четворо студената укључујући Луку Скрачића, студента прве године филмске режије, који је касније преминуо. У знак сећања на овај догађај, Академија је званично прогласила 3. мај Даном Академије, а плоча у знак сећања откривена је на њену 10. годишњицу, 2005. године.
У периоду између 1950. и 1994. године, укупно 574 студента су дипломирала на одсецима Академије. Академија је такође чланица различитих међународних удружења као што су Међународни центар за везу биоскопа и телевизије, Интернационалног института позоришта, Међународне федерације за позоришна истраживања и Европске лиге за Институте уметности.

## Управа и одсеци Академије

### Ректори
- Јосип Шкавић (1950—1954)
- Бранко Гавела (1954—1962)
- Коста Спаић (1962—1970)
- Братољуб Клаић (1970—1972)
- Изет Хајдархоџић (1972—1976)
- Владан Швацов (1976—1978)

### Декани
- Владан Швацов (1978—1980)
- Никола Батушић (1980—1982)
- Томислав Радић (1982—1984)
- Јошко Јуванчић (1984—1986)
- Никола Батушић (1986—1988)
- Енес Миџић (1988—1992)
- Влатко Павлетић (1—31. октобра 1992)
- Енес Миџић (1992—1996)
- Маја Родица Вираг (1996—2000)
- Вјеран Зупа (2000—2004)
- Бранко Иванда (2004—2008)
- Енес Миџић (2008—2012)
- Борна Балетић (2012—данас)

### Одсеци АДУ
- Драматургија
- Филмска и ТВ режија
- Позоришна режија
- Монтажа
- Продукција
- Снимање
- Глума
- Балетна педагогија
- Савремени плес - кореографски
- Савремени плес - наставнички